# Önnestads folkhögskola
Önnestads folkhögskola i Önnestad i Skåne inrättades i en skånsk lantgård 1868 och är en av Sveriges tre äldsta folkhögskolor, tillsammans med Folkhögskolan Hvilan (också i Skåne) och Östergötlands folkhögskola, senare Lunnevads folkhögskola. Den var från början inriktad på medborgerlig utbildning av ungdomar på landsbygden.
Skolan grundades av bönder, med Sven Nilsson och kontraktsprosten Carl Abraham Bergman i spetsen. Den senare deltog också i skolans ledning fram till 1889. Lantbruksundervisning inrättades från 1877 (lantmannaskola 1888) och slöjdlärarutbildning 1881. 1940 skiljdes lantmannaskolan från folkhögskolan och utgör 2023 naturbruksgymnasiet Önnestadsgymnasiet, som drivs av Hushållningssällskapet i Kristianstad.
Huvudman för folkhögskolan är Önnestads folkhögskolas garantiförening.

## Önnestads konstskola
Sedan 2006 är Kristianstads Konstskola, ursprungligen ett samarbete mellan folkhögskolan och Folkuniversitetet en del av folkhögskolan, nu omdöpt till Önnestads konstskola. Konstskolan är en tvåårig förberedande konstutbildning.